# Ikun-Shamagan
Ikun-Shamagan (fl. XXV secolo a.C.) è stato il secondo re della seconda dinastia della città di Mari, importante snodo commerciale fra la Mesopotamia e l'Asia minore..
Ikun-Shamagan fu il secondo sovrano della seconda dinastia della città di Mari. Una statua votiva a lui dedicata da un suo alto funzionario, Shibum, fu trovata nel tempio di Ninni-zaza. La statua è Shibum, il capo del catasto, il secondo nella gerarchia degli alti funzionari, ed è dedicata alla dea Ninni-zaza per la vita del re di Mari Ikun-Shamagan.